# Hiệp hội bóng đá Phần Lan
Hiệp hội bóng đá Phần Lan (tiếng Phần Lan: Suomen Palloliitto; tiếng Thụy Điển: Finlands Bollförbund) là tổ chức quản lý, điều hành các hoạt động bóng đá ở Phần Lan. Hiệp hội quản lý đội tuyển bóng đá quốc gia nam và nữ, tổ chức các giải bóng đá như vô địch quốc gia và cúp quốc gia. Hiệp hội bóng đá Phần Lan gia nhập FIFA năm 1908 và UEFA năm 1954.